# Blues Traveler
Blues Traveler is een Amerikaanse rockband. De groep combineert stijlen als blues, alternatieve rock, southern rock en folk.

## Historie
De band vindt zijn oorsprong in de jaren tachtig in Princeton, New Jersey. Zanger/voorman John Popper en drummer Brendan Hill kenden elkaar van highschool en speelden in de groep The Establishment. Nadat deze was hernoemd in Blues Band, traden gitarist Chan Kinchla en bassist Bobby Sheehan toe. In 1987 ontstond hieruit Blues Traveler. De groep verhuisde naar New York, waar ze een gezamenlijk appartement bewoonden. Ze maakten naam via optredens in verschillende clubs en stonden geregeld op het podium met de Spin Doctors van zanger Chris Barron, die een goede vriend was van Popper en bij Blues Traveler in het appartement woonde.
Blues Traveler kwam onder contract te staan van muziekimpresario Bill Graham, wat leidde tot optredens tot ver buiten New York. In 1990 verscheen het debuutalbum Blues Traveler, waarop Joan Osborne te horen is als achtergrondzangeres. Een jaar later verscheen een tweede album en een live-EP. Een optreden in het televisieprogramma Late Show with David Letterman bracht de groep nationale bekendheid. Letterman noemde bij die gelegenheid Blues Traveler zijn favoriete band. De band keerde geregeld terug in de talkshow en werkte bij verschillende opnamen samen met Paul Shaffer, de vaste orkestleider en sidekick in de Late Show.
Met de hitsingle Run-Around en het vierde album four brak Blues Traveler in 1994 definitief door. De groep trad op op Woodstock '94 en stond in het voorprogramma van Rolling Stones. In de volgende jaren bleef de band succesvolle albums en singles afleveren. Ook waren ze te zien in Roseanne, Saturday Night Live en de films Kingpin en Blues Brothers 2000. In de zomer van 1999 moest de band optredens afzeggen toen voorman Popper, die kampte met een fors overgewicht, een hartoperatie moest ondergaan. Op 20 augustus 1999 overleed bassist Bobby Sheehan op 31-jarige leeftijd in zijn huis in New Orleans aan een overdosis.
Blues Traveler besloot door te gaan en Tad Kinchla, de broer van gitarist Chan, werd aangesteld als nieuwe bassist. Tevens werd de groep uitgebreid met Ben Wilson als vaste keyboardspeler. In 2001 volgde het album Bridge, dat werd opgedragen aan Sheehan. De verkoop viel echter tegen en ook met de uitgebrachte singles van het album scoorde Blues Traveler geen hit. In 2002 bracht de band een live-album en een compilatie uit. Later werd samengewerkt met muziekproducent Jay Bennett op het album ¡Bastardos! en acteur Bruce Willis, die meewerkte aan het album North Hollywood Shootout (2008).

## Bezetting

### Huidige leden
- John Popper - mondharmonica & zang (1987 - heden)
- Chan Kinchla - gitaar (1987 - heden)
- Brendan Hill - drums (1987 - heden)
- Tad Kinchla - basgitaar (1999 - heden)
- Ben Wilson - toetsen (2000 - heden)

### Voormalige leden
- Bobby Sheehan - basgitaar (1987 - 1999, overleden)

## Discografie

### Studio-albums
- Blues Traveler (1990)
- Travelers and Thieves (1991)
- Save His Soul (1993)
- four (1994)
- Straight On till Morning (1997)
- Bridge (2001)
- Truth Be Told (2003)
- ¡Bastardos! (2005)
- Cover Yourself (2007)
- North Hollywood Shootout (2008)
- Suzie Cracks the Whip (2012)
- Blow Up the Moon (2015)
- Hurry Up & Hang Around (2018)
- Traveler's Blues (2021)
- Traveler's Soul (2023)

### Live-albums
- Live from the Fall (1996)
- Live: What You and I Have Been Through (2002)
- Live on the Rocks (2004)

### Compilatie
- Travelogue: Blues Traveler Classics (2002)